# (201777) Deronda
(201777) Deronda est un astéroïde de la ceinture principale.

## Description
(201777) Deronda est un astéroïde de la ceinture principale. Il fut découvert le 24 novembre 2003 à Wrightwood par James Whitney Young. Il présente une orbite caractérisée par un demi-grand axe de 3,11 UA, une excentricité de 0,30 et une inclinaison de 20,5° par rapport à l'écliptique.

## Compléments